# Ligne de tramway 341
La ligne 341 est une ancienne ligne du tramway de Bruges de la Société nationale des chemins de fer vicinaux (SNCV) qui reliait Bruges à Aardenburg aux Pays-Bas.

## Histoire
4 septembre 1904 : mise en service.
6 juillet 1953 : suppression.

## Infrastructure

### Dépôts et stations
Nom : (gare) : quand le dépôt ou la station est accolé ou proche d'une gare.
Type : D : dépôt , S : station , Sf : si la station sert de gare douanière à la frontière , Sp : si la station est établie dans un bâtiment privé le plus souvent un café ou plus rarement une habitation privée.
| Illustration | Nom        | Type | Commune    | Localisation                | État    | Remarques |
| ------------ | ---------- | ---- | ---------- | --------------------------- | ------- | --------- |
|              | Middelburg | Sf   | Middelburg | 51° 15′ 16″ N, 3° 24′ 50″ E | Démolie |           |

## Exploitation

### Horaires
Tableaux : 341 (1931).